# Западен (район на Пловдив)
Район Западен е един от 6-те административни райони на Община Пловдив. Територията на района обхваща 7367 дка в регулация, 12040 дка земеделски земи и 1440 дка, които предстоят да бъдат включени в регулация.

## Разположение и структура
Районът се намира в западната част на град Пловдив. Жп линията Централна гара Пловдив – Филипово е неговата източна граница. Тя го отделя от район „Централен“. Северният бряг на река Марица е границата с район „Северен“. На запад се простира до землищната граница на Пловдив с община „Родопи“, на юг – до землищната граница между кварталите Коматево и Прослав, която го отделя от район „Южен“.
Районът включва следните квартали:
- жк. Смирненски
- кв. Гарнизонна фурна
- кв. Младежки хълм
- кв. Прослав

Квартал „Христо Смирненски“ се дели на „Смирненски I“ – стара част и „Смирненски II“ – нова част, разделени от улица „Царевец“. Обособяват се „Смирненски III“ и „Смирненски IV“ около Братската могила. Бъдещият квартал „Смирненски – V“ ще бъде на изток към кв. Прослав.

## История
Жп линията Централна гара – Филипово е построена през 1910 г. Дълги години тя се явява западната граница на урбанизирания Пловдив.
В края на 40-те започват плановете за разрастване на града зад жп линията. Първоначално е построен Стадион „Пловдив“. След това през 50-те и 60-те години на XX в. започва изграждането на старата част на кв. „Христо Смирненски“ с тухлени къщи и кооперации. Прослав е включено в граници на Пловдив през 1969 г. От края на 60-те до края на 80-те изграждането в района е от блокове от панелен тип.
Районът в сегашните си граници е създаден със Закона за териториално деление на Столичната община и големите градове през 1995 г.

## Население
Към 17 юни 2011 г. в района живеят 39518 души.

## Администрация
Списък на кметовете на района.
- д-р Недялко Генчев (1995 – 1999)
- Маргарита Вакрилова (1999 – 2007)
- Здравко Димитров (2007 – 2011)
- Десислава Желязкова (2011 – 2013)
- Димитър Колев (2013 – 2023)
- Тони Стойчева (от 2023 г.)

## Инфраструктура
Старата част на кв. „Христо Смирненски“ е застроена с тухлени къщи, а новата – от блокове от панелен тип. През последните години се появяват и жилищни сгради-кооперации от ново строителство.

### Училища
В района се намират следните учебни заведения.

#### Средни училища
- Спортно училище „Васил Левски“
- Математическа гимназия „акад. Кирил Попов“
- СОУ „Св. св. Кирил и Методий“

#### Основни училища
- ОУ „Елин Пелин“
- ОУ „Васил Петлешков“
- ОУ „Тодор Каблешков“
- ОУ „Драган Манчов“
- ОУ „Тодор Каблешков“

### Здравеопазване
На територията на района функционират следните здравни заведения:
- Диагностично-консултативен център 4
- Университетска специализирана болница за активно лечение по акушерство и гинекология „Селена“
- Университетска многопрофилна болница за активно лечение „Свети Георги“
- Университетска многопрофилна болница за активно лечение „Пълмед“
- Университетска многопрофилна болница за активно лечение „Каспела“
- Медицински център за рехабилитация и спортна медицина

### Tърговия
Магазин „Мол Пловдив“ се намира до Братската могила.

### Tранспорт
В района се движат автобусни линии с номера 6, 10, 12, 15, 17, 24, 26, 29, 37, 66, 222, маршрутки с номера 1, 2, 8 и 16 и таксита, които свързват района с центъра и останалите части в града.
През района преминават жп линиите за София и Карлово. В кв. Прослав има жп гара. Предвижда се построяване на жп спирка на линията за Карлово.

## Култура, спорт и забележителности
На територията на района се намират следните съоръжения:
- Стадион „Пловдив“ – един от най-големите стадиони в България. Около него са изградени Спортен комплекс „Пловдив“, Плувен басейн и Спортна зала.
- Гребната база – спортно съоръжение, предназначено за упражняване на спорта гребане.

### Паркове
- Парк „Отдих и култура“
- Пловдивски зоопарк
- Парк „Ружа“ – символичният център на кв. „Христо Смирненски“

### Паметници
- Братската могила – мемориален комплекс, посветен на падналите за Освобождението на България от османско владичество и по време на войните през XX в.
- Паметник на избитите от комунистическия режим свещеници от Пловдивската епархия, намира се в параклиса в парк Ружа.

- Стадион „Пловдив“ и Гребната база
- Братската могила
- Паметник на избитите от комунистическия режим свещеници от Пловдивската епархия

### Храмове
Населението на район Западен е предимно християнско. В района се намират
- Храм „Св. Климент Охридски“ – построен през 2008 г. в парк Ружа, както и един малък параклис в близост до него.
- Храм „Св. Николай Мирликийски Чудотворец“ – построен между 2011 и 2015 г. на бул. „Копривщица.“[5]
- Храм „Св. Атанасий“ в кв. Прослав

- Храм „Св. Николай Мирликийски Чудотворец
- Храм „Св. Климент Охридски“
- Православен параклис в парк „Ружа“